# Дървобрад
Дървобрад е герой от Средната земя в романите на Джон Толкин, ент който живее в гората Ветроклин. Той е най-старото от тези създания и е техен водач. Също така открива двамата малки хобити — Мери и Пипин, които бягат от орките. По-късно тези енти начело с Дървобрад атакуват Саруман като разрушават неговата строителна „фабрика“ където се трудят орки. Това действие на Дървобрад показва, че той е загрижен за съдбата на Средната земя и в частност на Графството.